# Lijst van voetbalinterlands Estland - Slovenië
Deze lijst van voetbalinterlands is een overzicht van alle officiële voetbalwedstrijden tussen de nationale teams van Estland en Slovenië. De landen speelden tot op heden negen keer tegen elkaar, te beginnen met een vriendschappelijke wedstrijd op 3 juni 1992 in Tallinn. Het was de eerste officiële interland voor Slovenië sinds het uitroepen van de onafhankelijkheid. Het laatste duel, een kwalificatiewedstrijd voor het Europees kampioenschap voetbal 2016, werd gespeeld in Maribor op 8 september 2015.

## Wedstrijden
| № | Plaats    | Datum            | Competitie           | Wedstrijd          | Uitslag |
| - | --------- | ---------------- | -------------------- | ------------------ | ------- |
| 1 | Tallinn   | 3 juni 1992      | Vriendschappelijk    | Estland – Slovenië | 1 – 1   |
| 2 | Ljubljana | 7 april 1993     | Vriendschappelijk    | Slovenië – Estland | 2 – 0   |
| 3 | Maribor   | 29 maart 1995    | EK 1996 kwalificatie | Slovenië – Estland | 3 – 0   |
| 4 | Tallinn   | 11 juni 1995     | EK 1996 kwalificatie | Estland – Slovenië | 1 – 3   |
| 5 | Domžale   | 7 februari 2007  | Vriendschappelijk    | Slovenië – Estland | 1 – 0   |
| 6 | Tallinn   | 12 oktober 2010  | EK 2012 kwalificatie | Estland – Slovenië | 0 – 1   |
| 7 | Ljubljana | 2 september 2011 | EK 2012 kwalificatie | Slovenië – Estland | 1 – 2   |
| 8 | Tallinn   | 8 september 2014 | EK 2016 kwalificatie | Estland − Slovenië | 1 − 0   |
| 9 | Maribor   | 8 september 2015 | EK 2016 kwalificatie | Slovenië − Estland | 1 − 0   |

## Samenvatting
| Competitie        | Totaal gespeeld | Winst Estland | Gelijk | Winst Slovenië | Doelsaldo Estland – Slovenië |
| ----------------- | --------------- | ------------- | ------ | -------------- | ---------------------------- |
| EK-kwalificatie   | 6               | 2             | 0      | 4              | 4 − 9                        |
| Vriendschappelijk | 3               | 0             | 1      | 2              | 1 − 4                        |
| Totaal            | 9               | 2             | 1      | 6              | 5 − 13                       |

Wedstrijden bepaald door strafschoppen worden, in lijn met de FIFA, als een gelijkspel gerekend.

## Details

### Eerste ontmoeting
De eerste ontmoeting tussen de nationale voetbalploegen van Estland en Slovenië vond plaats op 3 juni 1992. Het vriendschappelijke duel, bijgewoond door 3.500 toeschouwers, werd gespeeld in het Kadriorustadion in Tallinn, en stond onder leiding van scheidsrechter Aho Eero uit Finland. Hij deelde één gele kaart uit. Het aanvangstijdstip was 19:00 uur. Het was het eerste officiële duel van Slovenië sinds het uiteenvallen van de federale republiek Joegoslavië.
| Vriendschappelijk (Tallinn, 3 juni 1992): |              | |
| Estland | 1 – 1        | Slovenië |
| Aleksandr Puštov 7' | goals        | 73' Igor Benedejčič |
| Uno Piir | bondscoach   | Bojan Prašnikar |
| Mart Poom Meelis Lindmaa Urmas Hepner Igor Prins Toomas Kallaste Martin Reim Indro Olumets 46' Tarmo Linnumäe 46' Risto Kallaste 86' Aleksandr Puštov Urmas Kirs 77' | opstellingen | Marko Simeunovič 46' Davor Perkat Robert Englaro Samir Zulič Matjaž Jančič Peter Tosič 72' Alfred Jermaniš 59' Marko Gruškovnjak Aleš Čeh 46' Zoran Ubavič Primož Gliha |
| Sergei Ratnikov 46' Urmas Kaljend 46' Marko Kristal 77' Viktor Alonen 86'                                                                                            | wissels      | 46' Amir Ružnič 46' Matjaž Cvikl 59' Dejan Djuranovič 72' Igor Benedejčič                                                                                               |
| | gele kaarten | 36' Alfred Jermaniš |

### Tweede ontmoeting
De tweede ontmoeting tussen de nationale voetbalploegen van Estland en Slovenië vond plaats op 7 april 1993. Het vriendschappelijke duel, bijgewoond door 2.000 toeschouwers, werd gespeeld in het ŽŠD Stadion in Ljubljana, en stond onder leiding van scheidsrechter Alfred Wieser uit Oostentijk. Bij Slovenië maakten vijf spelers hun debuut voor de nationale ploeg: Boško Boškovič (NK Murska Sobota), Andrej Poljšak (FC Koper), Igor Poznič (NK Branik), Ante Šimundža (NK Branik) en Sašo Udovič (KSK Beveren).
| Vriendschappelijk (Ljubljana, 7 april 1993): |              | |
| Slovenië | 2 – 0        | Estland |
| Samir Zulič 13' Sašo Udovič 14' | goals        | |
| Bojan Prašnikar | bondscoach   | Uno Piir |
| Marko Simeunovič 75' Gregor Židan Džoni Novak Marko Elsner Andrej Poljšak Robert Englaro 85' Alfred Jermaniš 50' Samir Zulič Janez Pate Igor Poznič 75' Sašo Udovič | opstellingen | Mart Poom Risto Kallaste 69' Toomas Kallaste Igor Prins Urmas Kaljend 15' Tarmo Linnumäe 46' Indro Olumets 63' Marko Kristal Martin Reim Aleksandr Puštov 74' Lembit Rajala |
| Igor Benedejčič 50' Boško Boškovič 75' Ante Šimundža 75' Dušan Kosič 85'                                                                                            | wissels      | 15' Jaanus Veensalu 46' Andrei Borissov 63' Aleksandr Olerski 69' Sergei Ratnikov 74' Marek Lemsalu                                                                         |
| Alfred Jermaniš 36' | gele kaarten | |

### Derde ontmoeting
De derde ontmoeting tussen de nationale voetbalploegen van Estland en Slovenië vond plaats op 29 maart 1995. Het EK-kwalificatieduel, bijgewoond door 3.000 toeschouwers, werd gespeeld in het Ljudski vrt-stadion in Maribor, Slovenië, en stond onder leiding van scheidsrechter José João Mendes uit Portugal. Bij Estland maakten twee spelers hun debuut voor de nationale ploeg: Argo Arbeiter en Marko Lepik, beiden van JK Tervis Pärnu.
| EK 1996 kwalificatie (Maribor, 29 maart 1995): |              | |
| Slovenië | 3 – 0        | Estland |
| Zlatko Zahovič 40' Primož Gliha 53' Vladimir Kokol 90' | goals        | |
| Zdenko Verdenik | bondscoach   | Roman Ubakivi |
| Boško Boškovič Marinko Galič Robert Englaro Darko Milanič Alfred Jermaniš 70' Aleš Čeh Džoni Novak Gregor Židan Zlatko Zahovič 66' Matjaž Florjančič Primož Gliha | opstellingen | Mart Poom Urmas Kirs Toomas Kallaste Gert Olesk Risto Kallaste Indro Olumets Meelis Lindmaa Tarmo Linnumäe Martin Reim 78' Argo Arbeiter Marko Lepik |
| Vladimir Kokol 66' Stefan Škaper 70' Branko Zupan Aleš Križan Peter Binkovski                                                                                     | wissels      | 78' Alari Lell Martin Kaalma Vahur Vahtramäe Janek Kiisman Dzintar Klavan                                                                            |
| Aleš Čeh 41' | gele kaarten | 10' Tarmo Linnumäe 28' Mart Poom |

### Vierde ontmoeting
De vierde ontmoeting tussen de nationale voetbalploegen van Estland en Slovenië vond plaats op 11 juni 1995. Het EK-kwalificatieduel, bijgewoond door 1.100 toeschouwers, werd gespeeld in het Kadriorustadion in Tallinn, Estland, en stond onder leiding van scheidsrechter Paul Durkin uit Engeland. Hij deelde drie gele kaarten uit.
| EK 1996 kwalificatie (Tallinn, 11 juni 1995): |              | |
| Estland | 1 – 3        | Slovenië |
| Martin Reim 26' | goals        | 38' Džoni Novak 69' Džoni Novak 79' Zlatko Zahovič |
| Roman Ubakivi | bondscoach   | Zdenko Verdenik |
| Mart Poom Martin Lepa 46' Urmas Kirs Toomas Kallaste Indro Olumets Viktor Alonen Mati Pari Tarmo Linnumae Marko Kristal Martin Reim Argo Arbeiter 59' | opstellingen | Boško Boškovič Marinko Galič Robert Englaro Darko Milanič Džoni Novak 64' Alfred Jermaniš 46' Vladimir Kokol Aleš Čeh Zlatko Zahovič Matjaž Florjančič Primož Gliha |
| Dzintar Klavan 46' Lembit Rajala 59' Toomas Tohver Janek Kiisman Meelis Lindmaa                                                                       | wissels      | 46' Aleš Križan 64' Matjaž Cvikl Branko Zupan Peter Binkovski Štefan Škaper                                                                                         |
| Lembit Rajala 72' | gele kaarten | 8' Matjaž Florjančič 68' Robert Englaro |

### Vijfde ontmoeting
De vijfde ontmoeting tussen de nationale voetbalploegen van Estland en Slovenië vond plaats op 7 februari 2007. Het vriendschappelijke duel, bijgewoond door 2.900 toeschouwers, werd gespeeld in het Športni Park in Domžale, en stond onder leiding van scheidsrechter Damien Ledentu uit Frankrijk. Hij werd geassisteerd door zijn landgenoten Eric Castellani en Nelly Viennot, en deelde drie gele kaarten uit in totaal.
| Vriendschappelijk (Domžale, 7 februari 2007): |              | |
| Slovenië | 1 – 0        | Estland |
| Klemen Lavrič 34' (pen.) | goals        | |
| Matjaž Kek | bondscoach   | Jelle Goes |
| Samir Handanovič Boštjan Cesar Matej Mavrič Branko Ilić 61' Nastja Čeh 86' Goran Šukalo 74' Robert Koren 46' Bojan Jokić Valter Birsa 81' Klemen Lavrič Milivoje Novakovič 46' | opstellingen | Mart Poom 83' Alo Bärengrub 74' Gert Kams Ragnar Klavan Dmitri Kruglov Taavi Rähn 70' Tihhon Šišov Andrei Stepanov 90' Aleksandr Dmitrijev 67' Sergei Terehhov 79' Tarmo Neemelo |
| Ermin Rakovič 46' Andrej Komac 46' Suad Filekovic 61' Anton Žlogar 74' Zlatko Dedič 81' Fabijan Cipot 86'                                                                      | wissels      | 67' Andrei Sidorenkov 70' Teet Allas 74' Andres Oper 83' Oliver Konsa 90' Martin Reim                                                                                            |
| Ermin Rakovič 90+3' | gele kaarten | 80' Taavi Rähn 87' Teet Allas |

### Zesde ontmoeting
De zesde ontmoeting tussen de nationale voetbalploegen van Estland en Slovenië vond plaats op 12 oktober 2010. Het EK-kwalificatieduel, bijgewoond door 5.722 toeschouwers, werd gespeeld in de A. Le Coq Arena in Tallinn, en stond onder leiding van scheidsrechter Tommy Skjerven uit Noorwegen. Hij werd geassisteerd door zijn landgenoten Geir Åge Holen en Frank Andås, en deelde twee gele kaarten uit.
| EK 2012 kwalificatie (Tallinn, 12 oktober 2010): |              | |
| Estland | 0 – 1        | Slovenië |
| | goals        | 65' (e.d.) Andrei Sidorenkov |
| Tarmo Rüütli | bondscoach   | Matjaž Kek |
| Sergei Pareiko Taavi Rähn 55' Dmitri Kruglov Enar Jääger Ragnar Klavan Andrei Sidorenkov Sander Puri 69' Aleksandr Dmitrijev Konstantin Vassiljev Kaimar Saag Tarmo Kink 59' | opstellingen | Samir Handanovič Mišo Brečko Boštjan Cesar Marko Šuler Bojan Jokić Aleksandar Radosavljevič Robert Koren 67' Josip Iličić 89' Valter Birsa 53' Tim Matavž Milivoje Novakovič |
| Karl Palatu 55' Sergei Zenjov 59' Ats Purje 69' Artur Kotenko Tihhon Šišov Alo Bärengrub Martin Vunk                                                                         | wissels      | 53' Zlatko Dedič 67' Andraž Kirm 89' Zlatan Ljubijankič Jasmin Handanovič Matej Mavrič Branko Ilić Armin Bačinovič                                                           |
| Dmitri Kruglov 34' | gele kaarten | 83' Valter Birsa |

### Zevende ontmoeting
De zevende ontmoeting tussen de nationale voetbalploegen van Estland en Slovenië vond plaats op 2 september 2011. Het EK-kwalificatieduel, bijgewoond door 15.480 toeschouwers, werd gespeeld in de Stožicestadion in Ljubljana, en stond onder leiding van scheidsrechter Stéphan Studer uit Zwitserland. Hij werd geassisteerd door zijn landgenoten Manuel Navarro en Matthias Arnet, en deelde twee gele kaarten uit.
| EK 2012 kwalificatie (Ljubljana, 2 september 2011): |              | |
| Slovenië | 1 – 2        | Estland |
| Tim Matavž 78' | goals        | 29' (pen.) Konstantin Vassiljev 81' Ats Purje |
| Matjaž Kek | bondscoach   | Tarmo Rüütli |
| Samir Handanovič Mišo Brečko Boštjan Cesar Bojan Jokić Branko Ilić Aleksandar Radosavljevič 56' Robert Koren Josip Iličić 82' Valter Birsa Tim Matavž Milivoje Novakovič 56' | opstellingen | Sergei Pareiko Enar Jääger Taavi Rähn 74' Raio Piiroja 69' Dmitri Kruglov Ragnar Klavan Aleksandr Dmitrijev Martin Vunk Taijo Teniste Konstantin Vassiljev 61' Sergei Zenjov |
| Dare Vršič 56' Zlatan Ljubijankič 56' Nejc Pečnik 82' Jasmin Handanovič Matej Mavrič Andraž Kirm Armin Bačinovič                                                             | wissels      | 61' Jarmo Ahjupera 69' Ats Purje 74' Andrei Stepanov Pavel Londak Tihhon Šišov Kaimar Saag Tarmo Kink                                                                        |
| Samir Handanovič 27' | gele kaarten | 85' Aleksandr Dmitrijev |

### Achtste ontmoeting
| EK 2016 kwalificatie (scheidsrechter Szymon Marciniak, Tallinn, 8 september 2014):                                                                           |              | |
| Estland | 1 – 0        | Slovenië |
| Ats Purje 86' | goals        | |
| Magnus Pehrsson | bondscoach   | Srečko Katanec |
| Sergei Pareiko Ragnar Klavan Igor Morozov Taijo Teniste 71' Ken Kallaste Karol Mets Joel Lindpere 85' Martin Vunk Ilja Antonov 67' Henri Anier Sergei Zenjov | opstellingen | Samir Handanovič Boštjan Cesar Mišo Brečko Andraž Struna Miral Samardžić Dalibor Stevanovič 62' Josip Iličić Kevin Kampl Jasmin Kurtić 89' Rajko Rotman Milivoje Novakovič |
| Gert Kams 67' Enar Jääger 71' Ats Purje 85' | wissels      | 62' Valter Birsa 89' Dejan Lazarević |
| Ilja Antonov 36' | gele kaarten | |
| | rode kaarten | 62', 79' Dalibor Stevanovič |

### Negende ontmoeting
| EK 2016 kwalificatie (scheidsrechter Anastasios Sidiropoulos, Maribor, 8 september 2015):                                                                    |              | |
| Slovenië | 1 – 0        | Estland |
| Robert Berić 63' | goals        | |
| Srečko Katanec | bondscoach   | Magnus Pehrsson |
| Samir Handanović Boštjan Cesar Branko Ilić Bojan Jokić Andraž Struna Valter Birsa Josip Iličić 55' Kevin Kampl Rene Krhin 88' Jasmin Kurtić Robert Berić 77' | opstellingen | Mihkel Aksalu Artur Pikk Ragnar Klavan Enar Jääger Taijo Teniste Karol Mets Konstantin Vassiljev 84' Joel Lindpere 89' Ken Kallaste Ats Purje 46' Sergei Zenjov |
| Zlatan Ljubijankič 55' Dejan Lazarević 77' Rajko Rotman 88'                                                                                                  | wissels      | 46' Sander Puri 84' Ingemar Teever 89' Siim Luts |
| Kevin Kampl 52' | gele kaarten | 21' Joel Lindpere 53' Karol Mets |

EJL · A-internationals · Bondscoaches · Statistieken · Estisch vrouwenelftal · Olympisch elftal · Estland U21 · Estland U20 · Estland U19 · Estland U18 · Estland U17 · Estland U16
1920 – 1929 ·
1930 – 1939 ·
1940 – 1949 ·
1950 – 1990 · 
1990 – 1999 ·
2000 – 2009 ·
2010 – 2019 ·
2020 − 2029
OS 1924
1920 ·
1921 ·
1922 ·
1923 ·
1924 ·
1925 ·
1926 ·
1927 ·
1928 ·
1929 · 
1930 · 
1931 · 
1932 · 
1933 · 
1934 · 
1935 · 
1936 · 
1937 · 
1938 · 
1939 · 
1940 · 
1941 · 
1942 · 
1943 · 1944 · 
1945 · 
1946 · 
1947 · 
1948 · 
1949 · 
1950 – 1990 · 
1991 · 
1992 · 
1993 · 
1994 · 
1995 · 
1996 · 
1997 · 
1998 · 
1999 · 
2000 · 
2001 · 
2002 · 
2003 · 
2004 · 
2005 · 
2006 · 
2007 · 
2008 · 
2009 · 
2010 · 
2011 · 
2012 · 
2013 · 
2014 · 
2015 · 
2016 ·
2017 ·
2018 ·
2019 ·
2020
Albanië ·
Andorra ·
Angola ·
Antigua en Barbuda ·
Argentinië ·
Armenië ·
Azerbeidzjan ·
België ·
Bosnië-Herzegovina ·
Brazilië ·
Bulgarije ·
Canada ·
Chili ·
China ·
Cyprus ·
Denemarken ·
Duitsland ·
Ecuador ·
Egypte ·
El Salvador ·
Engeland ·
Equatoriaal-Guinea ·
Faeröer ·
Fiji ·
Filipijnen ·
Finland ·
Frankrijk ·
Georgië · 
Gibraltar ·
Griekenland ·
Hongarije ·
Hongkong ·
Ierland ·
IJsland ·
Indonesië ·
Irak ·
Israël ·
Italië ·
Jordanië ·
Kazachstan ·
Kirgizië ·
Kroatië ·
Letland ·
Libanon ·
Liechtenstein ·
Litouwen ·
Luxemburg ·
Malta ·
Marokko ·
Mexico ·
Moldavië ·
Montenegro ·
Nederland ·
Nieuw-Caledonië ·
Nieuw-Zeeland ·
Noord-Ierland ·
Noord-Macedonië ·
Noorwegen ·
Oekraïne ·
Oezbekistan ·
Oman ·
Oostenrijk ·
Polen ·
Portugal ·
Qatar ·
Roemenië ·
Rusland ·
Saint Kitts en Nevis ·
San Marino ·
Saoedi-Arabië ·
Schotland ·
Servië ·
Slovenië ·
Slowakije · 
Spanje ·
Tadzjikistan ·
Thailand ·
Trinidad en Tobago ·
Tsjechië ·
Turkije ·
Turkmenistan ·
Uruguay ·
Vanuatu ·
Venezuela ·
Verenigde Arabische Emiraten ·
Verenigde Staten ·
Vietnam ·
Wales ·
Wit-Rusland ·
Zweden ·
Zwitserland
NZS · A-internationals · Bondscoaches · Selecties · Statistieken · Sloveens vrouwenelftal · Olympisch elftal · Slovenië U21 · Slovenië U20 · Slovenië U19 · Slovenië U18 · Slovenië U17 · Slovenië U16
1991 – 1999 ·
2000 – 2009 ·
2010 – 2019 ·
2020 − 2029
EK's: 1996 · 
2000 · 
2004 · 
2008 · 
2012 · 
2016 · 
2020 · 
2024
WK's: 1998 · 
2002 · 
2006 · 
2010 · 
2014 · 
2018 ·
2022
1991 · 
1992 · 
1993 · 
1994 · 
1995 · 
1996 · 
1997 · 
1998 · 
1999 · 
2000 · 
2001 · 
2002 · 
2003 · 
2004 · 
2005 · 
2006 · 
2007 · 
2008 · 
2009 · 
2010 · 
2011 · 
2012 · 
2013 · 
2014 · 
2015 · 
2016 · 
2017 · 
2018 ·
2019 ·
2020 ·
2021 ·
2022 ·
2023 ·
2024
Albanië ·
Algerije ·
Argentinië ·
Armenië ·
Australië ·
Azerbeidzjan ·
België ·
Bosnië en Herzegovina ·
Bulgarije ·
Canada ·
China ·
Colombia ·
Cyprus ·
Denemarken ·
Duitsland ·
Engeland ·
Estland ·
Faeröer ·
 Finland ·
Frankrijk ·
Georgië ·
Ghana ·
Gibraltar ·
Griekenland ·
Honduras ·
Hongarije ·
IJsland ·
Israël ·
Italië ·
Ivoorkust ·
Joegoslavië ·
Kazachstan ·
Kosovo ·
Kroatië ·
Letland ·
Litouwen ·
Luxemburg ·
Malta ·
Mexico ·
Moldavië ·
Montenegro ·
Nederland ·
Nieuw-Zeeland ·
Noord-Ierland ·
Noord-Macedonië ·
Noorwegen ·
Oekraïne ·
Oman ·
Oostenrijk ·
Paraguay ·
Polen ·
Portugal ·
Qatar ·
Roemenië ·
Rusland ·
San Marino ·
Saoedi-Arabië ·
Schotland ·
Servië ·
Servië en Montenegro ·
Slowakije ·
Spanje ·
Trinidad en Tobago ·
Tsjechië ·
Tunesië ·
Turkije · 
Uruguay ·
Verenigde Arabische Emiraten ·
Verenigde Staten ·
Wales ·
Wit-Rusland ·
Zuid-Afrika ·
Zweden ·
Zwitserland
Algerije (2010) · 
Engeland (2010) · 
Paraguay (2002) · 
Spanje (2002) · 
Verenigde Staten (2010) · 
Zuid-Afrika (2002)